# Justin Schultz
Justin Schultz (* 6. července 1990 Kelowna) je profesionální kanadský hokejový obránce momentálně hrající v týmu Seattle Kraken v severoamerické lize NHL. Byl draftován v roce 2008 ve 2. kole jako 43. celkově klubem Anaheim Ducks. V řadách Pittsburgh Penguins získal v letech 2016 a 2017 dvakrát Stanley Cup.

## Klubové statistiky
| Sezona     | Klub                 | Soutěž     | Základní část | Základní část | Základní část | Základní část | Základní část | Play off | Play off | Play off | Play off | Play off |
| Sezona     | Klub                 | Soutěž     | Z             | G             | A             | B             | TM            | Z        | G        | A        | B        | TM       |
| ---------- | -------------------- | ---------- | ------------- | ------------- | ------------- | ------------- | ------------- | -------- | -------- | -------- | -------- | -------- |
| 2012–13    | Oklahoma City Barons | AHL        | 34            | 18            | 30            | 48            | 6             | —        | —        | —        | —        | —        |
| 2012–13    | Edmonton Oilers      | NHL        | 48            | 8             | 19            | 27            | 8             | —        | —        | —        | —        | —        |
| 2013–14    | Edmonton Oilers      | NHL        | 74            | 11            | 22            | 33            | 16            | —        | —        | —        | —        | —        |
| 2014–15    | Edmonton Oilers      | NHL        | 81            | 6             | 25            | 31            | 12            | —        | —        | —        | —        | —        |
| 2015–16    | Edmonton Oilers      | NHL        | 45            | 3             | 7             | 10            | 14            | —        | —        | —        | —        | —        |
| 2015–16    | Pittsburgh Penguins  | NHL        | 18            | 1             | 7             | 8             | 2             | 15       | 0        | 4        | 4        | 0        |
| 2016–17    | Pittsburgh Penguins  | NHL        | 78            | 12            | 39            | 51            | 34            | 21       | 4        | 9        | 13       | 4        |
| 2017–18    | Pittsburgh Penguins  | NHL        | 63            | 4             | 23            | 27            | 14            | 12       | 1        | 7        | 8        | 2        |
| 2018–19    | Pittsburgh Penguins  | NHL        | 29            | 2             | 13            | 15            | 4             | 4        | 1        | 2        | 3        | 0        |
| 2019–20    | Pittsburgh Penguins  | NHL        | 46            | 3             | 9             | 12            | 6             | 4        | 0        | 1        | 1        | 0        |
| 2020–21    | Washington Capitals  | NHL        | 46            | 3             | 24            | 27            | 10            | 5        | 0        | 0        | 0        | 2        |
| 2021–22    | Washington Capitals  | NHL        | 74            | 4             | 19            | 23            | 16            | 6        | 1        | 2        | 3        | 6        |
| 2022–23    | Seattle Kraken       | NHL        |               |               |               |               |               |          |          |          |          |          |
| NHL celkem | NHL celkem           | NHL celkem | 602           | 57            | 207           | 264           | 136           | 67       | 7        | 24       | 29       | 14       |